# おおつかのりこ
おおつか のりこ（1967年 - ）は、日本の翻訳者。本名大塚 典子（おおつか のりこ）。福島県で生まれ育つ。2007年に『シャンプーなんて、だいきらい』（徳間書店）で翻訳家デビュー。子どもの本では翻訳だけでなく、共著も行いつつ、2019年に『元号ってなんだろう 大化から令和まで』（岩崎書店）で初めて単独の著作を発表、2022年『感染症と人類の歴史』（全３巻）で学校図書館出版賞を受賞。地域ではいろいろな場所のおはなし会で、本を読んだり紙芝居を演じたりして楽しみながら、エネルギーをもらっている。また、フルマラソンを楽しむ市民ランナーでもある。横浜市在住。やまねこ翻訳クラブ会員。紙芝居文化の会 運営委員。日本国際児童図書評議会（JBBY）理事。

## 経歴
福島県出身。1967年生まれ。北海道大学文学部卒業（英米文学専攻）。子育て中の1998年、夫の海外赴任に同行してインドネシアに滞在中、現地のインターナショナルスクールで英語の絵本を借り、訳しながら子どもに読み聞かせを繰り返しているうちに「子どもの本の翻訳者になる」という強い意思を持つ。帰国後、翻訳の専門校「フェローアカデミー」にて翻訳講座を受講。2000年から絵本のリーディングの仕事を始め、2007年に『シャンプーなんて、だいきらい』（徳間書店）で翻訳家デビュー。デビュー後しばらくはファミリードラマやアニメ映画のノベライズ、古典童話、図鑑などを翻訳。その間、企画の持ち込みを続け、2016年にロンドンの書店めぐりをした際に見つけた『モルモット・オルガの物語』と『オルガとポリスとなかまたち』を翌年PHP出版より訳出。その後もロンドンで原書探しを続ける。
子どもの本では翻訳だけでなく、キッズ生活探検団などで共著を行いつつ、2019年に『元号ってなんだろう 大化から令和まで』（岩崎書店）で初めて単独での著作を発表する。2022年『感染症と人類の歴史』（全３巻）で学校図書館出版賞を受賞。
現在は児童書や図鑑などの翻訳、児童書の企画・執筆やボーイスカウトや小学校でのおはなし会などのボランティアとして地域で子どもやその親たちに絵本の魅力を伝えている  。そのおはなし会のなかで紙芝居に出会い、絵本とは違う力があることに感動。紙芝居文化の会の連続講座受講後、その仲間とともに紙芝居のサークルを立ち上げ紙芝居作品や演じ方について研究している。
また、自然を愛するキャンパーであり、家族でキャンプをする機会も多い。2013年から「名古屋ウィメンズマラソン」でフルマラソンを毎年完走する市民ランナーでもある。
やまねこ翻訳クラブ会員、翻訳専門校「フェローアカデミー」講師、紙芝居文化の会 運営委員、JBBY（日本国際児童図書評議会）理事。神奈川県横浜市在住。

## 受賞歴等

### 出版賞
- 2022年 第24回学校図書館出版賞[17]『「感染症と人類の歴史」（全３巻）』（池田光穂監修、合田洋介絵、文研出版）2021.9〜2021.12

### 推薦図書
- 2022年 令和４年 神奈川県児童福祉審議会 小学校低学年以上対象 推薦図書 [18]『100歳ランナーの物語 夢をあきらめなかったファウジャ』（シムラン・ジート・シング、バルジンダー・カウル絵、金哲彦監修、西村書店）2020.12 ISBN 978-4867060162

## 著書
- 『ぼうけんしよう お金のせかい』（斉藤洋, キッズ生活探検団[注記 2]共著、玉川大学出版部） 2010.10 ISBN 978-4-472-05910-0
- 『とことんやろう すきなこと』（斉藤洋, キッズ生活探検団共著、玉川大学出版部） 2011.1 ISBN 978-4-472-05911-7
- 『めざしてみよう 計画の名人』（斉藤洋, キッズ生活探検団共著、玉川大学出版部） 2011.4 ISBN 978-4-472-05912-4
- 『おぼえておこう 安全大作戦』（斉藤洋, キッズ生活探検団共著、玉川大学出版部） 2011.8 ISBN 978-4-472-05913-1
- 『つたえよう 言葉と気もち』（斉藤洋, キッズ生活探検団共著、玉川大学出版部） 2011.11 ISBN 978-4-472-05914-8
- 『社会のしくみ図鑑』（奥澤朋美, 菅原由美子共著、のだよしこ絵、玉川大学出版部） 2015.5 ISBN 978-4472405099
- 『元号ってなんだろう 大化から令和まで』（宮瀧交二監修、藤原ヒロコ絵、岩崎書店） 2019.12 ISBN 978-4265086405
- 『ムーラン』（講談社、ディズニームービーブック） 2020.8 ISBN 978-4065191613
- 『知的財産ってなんだろう? 基本編』 (細野哲弘監修、藤原ヒロコ絵、汐文社、学校で知っておきたい知的財産権1） 2020.10 ISBN 978-4811327761
- 『権利をくわしく知ろう 法律編』 (細野哲弘監修、藤原ヒロコ絵、汐文社、学校で知っておきたい知的財産権2） 2020.1 ISBN 978-4811327778
- 『こんなふうにつかわれている！ 実例編』（細野哲弘監修、藤原ヒロコ絵、汐文社、学校で知っておきたい知的財産権3） 2021.1 ISBN 978-4811327785
- 『感染症と人類の歴史1 移動と広がり』（池田光穂監修、合田洋介絵、文研出版） 2021.9 ISBN 978-4580824560
- 『感染症と人類の歴史2 治療と医療』（池田光穂監修、合田洋介絵、文研出版） 2021.11 ISBN 978-4580824577
- 『感染症と人類の歴史3 公衆衛生』（池田光穂監修、合田洋介絵、文研出版） 2021.12 ISBN 978-4580824584
- 『日本防災ずかん1 自然災害・災害対策・減災・そなえ』（野上健治監修、あかね書房）2023.10 ISBN 978-4251067210
- 『日本防災ずかん2 地震・火山噴火・津波・人為災害』（野上健治監修、あかね書房）2023.12 ISBN 978-4251067227
- 『日本防災ずかん3 大雨・台風・大雪・竜巻・獣害』（野上健治監修、あかね書房）2024.1 ISBN 978-4251067234
- 『日本防災ずかん4 自助・共助・公助・応急・支援』（野上健治監修、あかね書房）2024.3 ISBN 978-4251067241

## 主要訳書

### 児童書・ヤングアダルト
- 『シャンプーなんて、だいきらい』（アンバー・スチュアート、ローラ・ランキン絵著、徳間書店） 2007.1 ISBN 978-4198622862
- 「フルハウス ステフ & ミシェル1」『ミシェルの“カンニング疑惑”』（キャシー・E・ドゥボウスキ、マッグガーデン） 2007.2 ISBN 978-4861273483
- 「フルハウス ステフ & ミシェル 2」『ミシェルの“ペット大騒動”』（ジーン・ワーリッチャ、マッグガーデン） 2007.2 ISBN 978-4861273490
- 『アンドルー・ラング世界童話集』（東京創元社）
  - 『第2巻 あかいろの童話集』「不死身のコシチェイの死」「黒い盗っ人と谷間の騎士」「泥棒の親方」「ハーメルンのふえふき男」 2008.1 ISBN 978-4488018573
  - 『第3巻 みどりいろの童話集』「妖精のおくりもの」「三匹の子豚」「魔法の白鳥」 2008.3 ISBN 978-4035510604
  - 『第4巻 きいろの童話集』「北方の竜」「白いアヒル」 2008.5 ISBN 978-4488018597
  - 『第5巻 ももいろの童話集』「人魚のむすこハンス」「隠者の手引きで姫をめとった男の話」「幸運のドン・ジョバンニ」 2008.7 ISBN 978-4488018603
  - 『第6巻 はいいろの童話集』「街角の音楽隊」「人食い鬼」 2008.9 ISBN 978-4488018610
  - 『第7巻 むらさきいろの童話集』「地下の鍛冶屋」「長鼻の小人の物語」 2008.11 ISBN 978-4488018627
  - 『第8巻 べにいろの童話集』「魔術師のおくりもの」「三枚のローブ」 2009.1 ISBN 978-4488018634
  - 『第9巻 ちゃいろの童話集』「よこしまなクズリ」「魔法の首」「キツネとラップ人」 2009.3 ISBN 978-4488018641
  - 『第10巻 だいだいいろの童話集』「白い雌ジカ」 2009.5 ISBN 978-4488018658
  - 『第11巻 くさいろの童話集』「小人の王さまロクの話」「みごとな化かし合い」 2009.7 ISBN 978-4488018665
  - 『第12巻 ふじいろの童話集』「ロク島のグロアーク」「お人好しのだんなたち」 2009.9 ISBN 978-4488018672
- 『ルルと魔法のぼうし』（スーザン・メドー、徳間書店） 2009.7  ISBN 978-4198627744
- 『発明大図鑑』（ジュリー・フェリス、児玉敦子、奥澤朋美共訳、岩崎書店） 2011.9 ISBN 978-4265850105
- 『ディズニー全キャラクター大事典』（M.L.ダンハム、ララ・バーゲン 文、上杉隼人共訳、講談社） 2011.12 ISBN 978-4062173292
- 『ニモのビッグレース』（サラ・ミラー、スターリン・シーヒーえ、大日本絵画） 2013.8 ISBN 978-4499285193
- 『モンスターズ・ユニバーシティ キャラクター パーフェクトガイド』 （グレン・デイキン、菊池由美共訳、講談社） 2013.10 ISBN 978-4062183048
- 『恐竜のふしぎ』（ニキ・ホーリン、ギャリー・フレミングえ、大日本絵画） 2014.9 ISBN 978-4499285759
- 『われら世界史スーパースター』（レグ・グラント、サイモン・バシャー絵、玉川大学出版部） 2015.7 ISBN 978-4472405235
- 『ガリレオと新しい学問』（マーチン・サジェット、玉川大学出版部） 2016.4 ISBN 978-4472059667
- 『ジュディとニックのズートピア警察署事件簿 盗まれたくさ～いチーズの謎』（グレッグ・トライン、講談社KK文庫） 2016.9 ISBN 978-4061995857
- 『どっちが強い!? サメ VS メカジキ』 （ストーリー：スライウム、メング、まんが：ブラックインクチーム、KADOKAWA） 2016.11 ISBN 978-4041045855
- 『どっちが強い!? ゾウ VS サイ』 （ストーリー：レッドコード、まんが：ブラックインクチーム、KADOKAWA） 2017.2 ISBN 978-4041045862
- 『めざせ! チャンピオン ライトニング・マックィーン ジャクソン・ストーム』（デーブ・キーン、講談社） 2017.12 ISBN 978-4061996588
- 『モルモット オルガの物語』（マイケル・ボンド、いたやさとし絵、PHP研究所） 2017.12 ISBN 978-4569787213
- 『オルガとボリスとなかまたち』（マイケル・ボンド、いたやさとし絵、PHP研究所） 2017.12 ISBN 978-4569787220
- 『わたしのくらし 世界のくらし 地球にくらす7人の子どもたちのある1日』（マット・ラマス作・絵、汐文社） 2018.7 ISBN 978-4811325071
- 『世界あっちこっち くらし探検』（スージー・レイ、グレッグ・パプロツキ絵、汐文社） 2018.12 ISBN 978-4811325347
- 『どうぶつのたのしいおうち』（マリアナ・ルイス・ジョンソン、大日本絵画） 2019.7 ISBN 978-4499287791
- 『死について考える本』（メリー＝エレン・ウィルコックス、あかね書房） 2020.9 ISBN 978-4251045096
- 『くらやみきんしの国』（エミリー・ハワース＝ブース、あかね書房） 2020.11 ISBN 978-4251099389
- 『100歳ランナーの物語 夢をあきらめなかったファウジャ』（シムラン・ジート・シング、バルジンダー・カウル絵、金哲彦監修、西村書店） 2020.12 ISBN 978-4867060162
- 『メリークリスマス！ えほんでたのしむアドベントカレンダー』（メラニー・ジョイス作、ネッド・テイラー絵、わだすなお、のざかえつこ、ながともけいこ、こでらあつこ、おおさくみちこ、ながせひな、まつばらあさみ、いむらあやこ、もんじゅがわゆうこ、まつしたゆづき、しんかいしょうこ、ひろせゆい、おくもとまゆみ、ほりうちゆかり共訳、ひさかたチャイルド） 2021.10 ISBN 978-4-86549-270-5
- 『わたしのかぞく みんなのかぞく』（サラ・オレアリー、チィン・レン絵、あかね書房） 2022.3 ISBN 978-4251099525
- 『じぶんのきもち みんなのきもち』（サラ・オレアリー、チィン・レン絵、あかね書房） 2022.9 ISBN 978-4251099594
- 『ディズニー全キャラクター大事典』（M.L.ダンハム、ララ・バーゲン 文、上杉隼人共訳、講談社） 2022.9 ISBN 978-4065290156
- 『レイチェル・カーソン物語 : なぜ鳥は、なかなくなったの?』（ステファニー・ロス・シソン 文・絵、上遠恵子 監修、西村書店） 2022.10 ISBN 978-4867060407
- 『メリークリスマス！ せかいのめいさくえほん★アドベントカレンダー』（ハンス・クリスチャン・アンデルセン作、レスリー・シムズ作、ロレーナ・アルヴァレス絵、おおさくみちこ、わだすなお、ながせひな、まつばらあさみ、いむらあやこ、もんじゅがわゆうこ、まつしたゆづき、ひろせゆい、おくもとまゆみ、ほりうちゆかり、こでらあつこ、ながともけいこ、こまつばらひろこ、しんかいしょうこ、のざかえつこ共訳、ひさかたチャイルド） 2022.10 ISBN 978-4-86549-270-5
- 『わいわい文庫 : マルチメディアDAISY図書2022. Ver. 1-2』「くらやみきんしの国」（エミリー・ハワース=ブース 作、公益財団法人 伊藤忠記念財団）

### 一般書
- 『ベーシックデザイン・シリーズ1 フォーマット』（ギャヴィン・アンブローズ, ポール・ハリス、グラフィック社） 2006.2 ISBN 978-4766115710
- 『ベーシックデザイン・シリーズ2 レイアウト』（ギャヴィン・アンブローズ, ポール・ハリス、グラフィック社） 2007.3 ISBN 978-4766115727
- 『Visual grammar : デザインの文法』（Christian Leborg、ビー・エヌ・エヌ新社） 2007.3 ISBN 978-4861005039
- 『BONES 骨は語る オフィシャルガイド season2』（ポール・ラディティス、共訳、小学館集英社プロダクション） 2008.12 ISBN 978-4796870559
- 『NATURAL ARCHITECTURE』（Alessandro Rocca 編著、ビー・エヌ・エヌ新社） 2008.9 ISBN 978-4-86100-580-0
- 『世界の食用植物 文化図鑑 起源・歴史・分布・栽培・料理』 (バーバラ・サンティッチ編、山本紀夫監訳） 2010.1 ISBN 978-4-903530-35-2
- 『世界の文様歴史文化図鑑』（ダイアナ・ニューオール, クリスティナ・アンウィン、共訳、蔵持不三也日本語版監修、松平俊久監訳、柊風舎） 2013.12 ISBN 978-4-903530-93-2
- 『世界遺産百科』（日高健一郎監訳、奥澤朋美, 児玉敦子共訳、柊風舎） 2014.7 ISBN 978-4864980159
- 『アメリカ児童文学の歴史』（レナード・S・マーカス、前沢明枝監訳、児玉敦子共訳、原書房） 2015.8 ISBN 978-4562051977
- 『世界のお正月百科事典』（ウィリアム・D・クランプ、澤田治美監訳、石川久美子、児玉敦子共訳、柊風社） 2018.12 ISBN 978-4864980630
- 『食のことば由来事典 : 食材・料理・飲み物』（ジョン・エイトウ、石川久美子、児玉敦子、中村久里子共訳、柊風社） 2021.11 ISBN 978-4864980852

### その他
- 「国際アンデルセン賞とＩＢＢＹオナーリスト : 国際児童図書評議会ＩＢＢＹがすすめる世界の児童書」（大作道子、和田直共訳、小玉知子、さくまゆみこ監修 、日本国際児童図書評議会）2019.7
- 「国際アンデルセン賞とIBBYオナーリスト 2020」（大作道子共訳、日本国際児童図書評議会）2021

### 注記
1. ↑  2015年は横浜マラソンにてフルマラソンを完走: 横浜マラソン2015 大会結果より「大塚典子」を検索、2024年3月14日閲覧。2020年は新型コロナ禍で記録なし。
2. ↑  キッズ生活探検団は、奥澤朋美(通訳)、おおつかのりこ(児童書翻訳家)、壇上聖子(出版企画工房「本作り空Sola」)で構成されている: honto＞キッズ生活探検団の紙の本一覧より、2024年3月15日閲覧。